# Rhytidoponera hanieli
Rhytidoponera hanieli är en myrart som beskrevs av Auguste-Henri Forel 1913. Rhytidoponera hanieli ingår i släktet Rhytidoponera och familjen myror. Inga underarter finns listade i Catalogue of Life.